# 加氏吻陶鯰
加氏吻陶鯰（學名：Rhinodoras gallagheri），為輻鰭魚綱鯰形目鼬鯰科的其中一種，為熱帶淡水魚，分布於南美洲委內瑞拉奧里諾科河中游及哥倫比亞Aguas de Limón河流域，體長可達14.9公分，棲息在底層水域，生活習性不明。

## 扩展阅读
維基物種上的相關：加氏吻陶鯰